# San Jerónimo Taviche
San Jerónimo Taviche es una localidad del estado mexicano de Oaxaca. Es cabecera del municipio de San Jerónimo Taviche.

## Demografía
| Censo | Población |
| ----- | --------- |
| 1900  | 1367      |
| 1910  | 2469      |
| 1921  | 756       |
| 1930  | 938       |
| 1940  | 1131      |
| 1950  | 1085      |
| 1960  | 1137      |
| 1970  | 860       |
| 1980  | -         |
| 1990  | 1297      |
| 1995  | 1356      |
| 2000  | 1468      |
| 2005  | 1664      |
| 2010  | 1688      |
| 2020  | 1754      |